# John Warnock
John Edward Warnock (Salt Lake City, 6 ottobre 1940 – 19 agosto 2023) è stato un informatico, matematico e dirigente d'azienda statunitense, principalmente conosciuto in quanto cofondatore con Charles Geschke della Adobe, casa di produzione di software di grafica.

## Biografia
Warnock conseguì una laurea in matematica e una in filosofia, nonché il Master of Science in matematica e un dottorato in Ingegneria Elettrica. Tutti i titoli gli vennero rilasciati dall'università dello Utah.
Prima di fondare  Adobe nel 1978, John Warnock lavorò presso Xerox PARC, insieme a Geschke. 
Warnock fu presidente di Adobe per i suoi primi due anni ed amministratore delegato per i restanti sedici anni presso la società. Anche dopo essere andato in pensione come amministratore delegato nel 2001, rimase presidente del comitato direttivo dell'azienda insieme a Geschke. 
Fu lo sviluppatore dell'«algoritmo di Warnock», l'algoritmo per il calcolo del mascheramento in Computer grafica.